# ماتار (بازیکن فوتبال)
آنتونیو ماتار نتو (پرتغالی: Mattar؛ زادهٔ ۲۴ نوامبر ۱۹۴۴) بازیکن فوتبال اهل برزیل بود.